# Ангел Ангелов (генерал, р. 1872)
Вижте пояснителната страница за други личности с името Ангел Ангелов.
Ангел Иванов Ангелов е български офицер, генерал-майор.

## Биография
Ангел Ангелов е роден е на 2 ноември 1872 г. в Севлиево. През 1891 г. завършва Военното училище в София. От 1899 г. е на служба в трети артилерийски полк. Между 1899 и 1903 г. учи в Михайловската артилерийска школа в Санкт Петербург, Русия. Бил е началник на Софийския огнестрелен склад и на Артилерийската стрелкова школа. От 25 септември 1915 г. е командир на втори тежък артилерийски полк. Бил е командир на четвърти артилерийски полк. Излиза в запас през 1919 г. Негови спомени и документи се съхраняват в Централния държавен архив – Ф. 410К, 1 опис, 125 а.е.

## Семейство
Генерал-майор Ангел Ангелов е женен и има 2 деца.

## Военни звания
- Подпоручик (2 август 1891)
- Поручик (2 август 1894)
- Капитан (15 ноември 1900)
- Майор (31 декември 1906)
- Подполковник (18 май 1913)
- Полковник (30 май 1916)
- Генерал-майор (6 май 1936)